# Terrible Boy
Terrible Boy är en svensk–brittisk kortfilm från 2003 i regi av Johan Jonason.
Filmen handlar om ett sällskap som en dag gästas av en underlig figur med finsk brytning. Han berättar historien om "Terrible Boy" - en tragisk förkunnelse fläckad med bomber och blod. Ingen i sällskapet bryr sig om honom förrän hela rummet fylls med eld och rök.
Manuset skrevs av Jonason som även var producent. Filmen fotades av Jochen Nuss och Anthony Faroux och klipptes av Helena Fredriksson. Den premiärvisades 17 november 2003 på Bio Victor i Stockholm och visades året efter på Göteborgs filmfestival och Uppsala kortfilmsfestival.
Filmen Guldbaggenominerades 2005 i kategorin Bästa kortfilm.